# Oxynoemacheilus anatolicus
Oxynoemacheilus anatolicus és una espècie de peix pertanyent a la família dels balitòrids i a l'ordre dels cipriniformes.

## Etimologia
L'epítet Anatolicus prové del nom geogràfic Anatòlia (la part asiàtica de Turquia).

## Descripció
Fa 5,2 cm de llargària màxima. Es diferencia d'altres espècies del mateix gènere pels 5-7 radis ramificats de l'aleta dorsal, els 8 de les aletes pectorals, els 18 de l'aleta caudal, la llargada de les aletes pectorals, la forma del cap i del cos, i la coloració del cos amb moltes petites taques irregulars.

## Hàbitat i distribució geogràfica
És un peix d'aigua dolça, bentopelàgic i de clima temperat, el qual viu a Àsia: la província de Burdur al sud-oest de Turquia (hi és present als rierols Dugir, Karamanli i Erecay, els quals són alimentats per fonts separades, són de corrents lents amb vegetació densa i substrat de sorra, fang o grava, i desguassen al llac Burdur).

## Observacions
És inofensiu per als humans, el seu índex de vulnerabilitat és baix (13 de 100) i les seues principals amenaces són l'extracció d'aigua, la contaminació de l'aigua, la construcció de preses, el canvi climàtic i la sobreexplotació dels recursos hídrics.